# Daughters of Mary
Die Kongregation der  Daughters of Mary (Ordenskürzel: DM) ist eine Frauen-Ordensgemeinschaft der Mission der syro-malankarisch-katholischen Kirche, einer indischen, mit Rom unierten Ostkirche mit westsyrischem Ritus.

## Gründung
Der Orden wurde im Jahre 1938 von Monsignore Joseph Kuzhinjalil in Marthandom im südindischen Distrikt Kanyakumari gegründet.

## Aufgaben
Die Aufgabe der Kongregation besteht darin, den Armen und Vernachlässigten das Evangelium zu überbringen, wobei der Schwerpunkt darin liegt,  die Entwicklung der Familien ganzheitlich zu unterstützen. Die Kongregation betreibt Kinderheime, Altenheime und Palliativzentren; sie arbeitet in der Bekämpfung von Lepra, Tuberkulose und Aids. Sie betreibt auch Colleges, Gesundheitseinrichtungen, Beschäftigungszentren, Tages-Pflegezentren und Einrichtungen für geistig und physisch Benachteiligte.
Die Hauptaktivitäten spielen sich im Bundesstaat Kerala in und um dessen Hauptstadt Thiruvananthapuram in Südindien ab. Der Orden ist in Indien in vier Provinzen gegliedert; es gibt 20 weitere Diözesen weltweit (in Deutschland unter anderem in Bonn und Frankfurt).